# Istituto Nazionale di Statistica
Istituto Nazionale di Statistica (Istat) je italijanski državni statistički zavod.
Utemeljen je 1926. radi prikupljanja i vođenja podataka od koji su predmet državnog interesa. Vođenje popisa stanovništva je jedan od zadataka ove ustanove.
Od 1989, Istat je dobio statutornu odgovornost za koordiniranje i standardiziranje službenih statistika prikupljenih ili objavljenih pod okriljem državnog statističkog sistema SISTAN-a, u čijem radu sudeluju i statistički uredi ministarstava, državnih agencija, regija, pokrajina, komuna, trgovinskih komora i sličnih tela.

## ISTAT kodovi za opštine
ISTAT kod za opštine su prva tri broja koji predstavljaju pokrajinu, jedan je primer 017xxx za pokrajinu Brescia.
- 001xxx - pokrajina Torino (Torino)
- 004xxx - pokrajina Cuneo
- 011xxx - pokrajina La Spezia
- 014xxx - pokrajina Sondrio
- 017xxx - pokrajina Brescia

## Spoljašnje veze
- Istatove službene stranice
- Demografska stranica Архивирано на веб-сајту  (22. јун 2017)

41° 53′ 57″ С; 12° 29′ 45″ И / 41.8992106076061° С; 12.4958753585815° И